# Lotta & der schöne Schein
Lotta & der schöne Schein ist ein deutscher Fernsehfilm von Christina Schiewe aus dem Jahr 2019. Es handelt sich um die siebte Episode der ZDF-Filmreihe Lotta mit Josefine Preuß in der Titelrolle. Die Fernsehreihe basiert auf dem Buch Die letzten Dinge von Annegret Held.

## Handlung
Lotta hat viele Fehlstunden in der Arztpraxis und muss eine Reihe von Schikanen aushalten, bis sie schließlich kündigt. Sie bekommt ein Angebot, als Dozentin für ein Repetitorium an der Uni Medizinstudenten zu unterrichten. Nach einem anfänglich problematischem Einstieg verschafft sie sich immer mehr Respekt ihrer Studenten. Derweil verliebt sich ihr Vater Meinolf in ihre Nachbarin und ihr Bruder Sebastian hat nach der Trennung von seiner Frau eine schwule Erfahrung gemacht, die ihn ratlos zurücklässt.
Als Magda, eine von Lottas Studentinnen aufgrund einer Überdosis leistungssteigernder Medikamente ins Krankenhaus muss, gesteht Lotta, dass auch sie selbst schon mit solchen Mitteln experimentiert hat. Sie schlägt ein Angebot, als Dozentin weiterzumachen vorerst aus, da sie wieder als Ärztin arbeiten möchte.

## Hintergrund
Lotta & der schöne Schein wurde vom 4. September 2018 bis zum 5. Oktober 2018 an Schauplätzen in Berlin und Umgebung gedreht. Produziert wurde der Film von der H & V Entertainment.

## Kritik
Für die Kritiker der Fernsehzeitschrift TV Spielfilm war bei Lotta & der schöne Schein „nicht alles richtig, aber gemacht! So mögen wir’s!“. Der Teil „gefällt mit einem Mix aus ernster Alltags- und Berufsdramatik und heiterer Problembewältigung. Josefine Preuß fegt wieder durch neunzig kurzweilige Minuten und hat die richtige Botschaft für alle Überflieger parat: ‚Leute, wir müssen nicht immer alles schaffen!‘“ Sie bewerteten den Film mit dem Daumen nach oben.